# Adler 2,5 л
Adler 2,5-litre (нем. Adler 2,5-liter) — немецкий малолитражный автомобиль,  впервые представленный компанией Adler на Берлинском автосалоне в начале 1937 года.
Производство автомобиля началось в ноябре 1937 года. Модель представляла собой представительский седан с обтекаемым кузовом и была предназначена для замены Adler Diplomat, снабженный шестицилиндровым двигателем. 
Автором проекта был Карл Йеншке (1899—1969), который до 1935 года исполнял обязанности директора по проектированию в Steyr-Daimler-Puch. Последней работой Йеншке во время его работы в Steyr был Steyr 50, на который Adler 2.5-litre был очень похож.
Из-за своего бескомпромиссно обтекаемого силуэта, и того, что начало выпуска совпало со строительством в Германии автобанов, автомобиль стал широко известен под названием «Adler Autobahn».
Кузов четырёхдверного седана с задней дверью изготавливался компанией Ambi-Budd. Кузова для двух- и четырёхдверного кабриолета производились компанией Karmann в городе Оснабрюке.

## Двигатель и трансмиссия
Автомобиль комплектовался шестицилиндровым двигателем объёмом 2494 см³ с нижним расположением клапанов и водяным охлаждением. Двигатель устанавливался продольно, имел четырёхопорный коленвал со смазкой под давлением и распределительным валом с цепным приводом. На Adler Autobahn устанавливалась четырёхступенчатая механическая коробка передач, которая имела синхронизаторы на трёх верхних передачах. Радиатор, двигатель и коробка передач были установлены спереди. Рычаг переключения передач выходил из центра приборной панели.

## Конструкция и ходовая часть

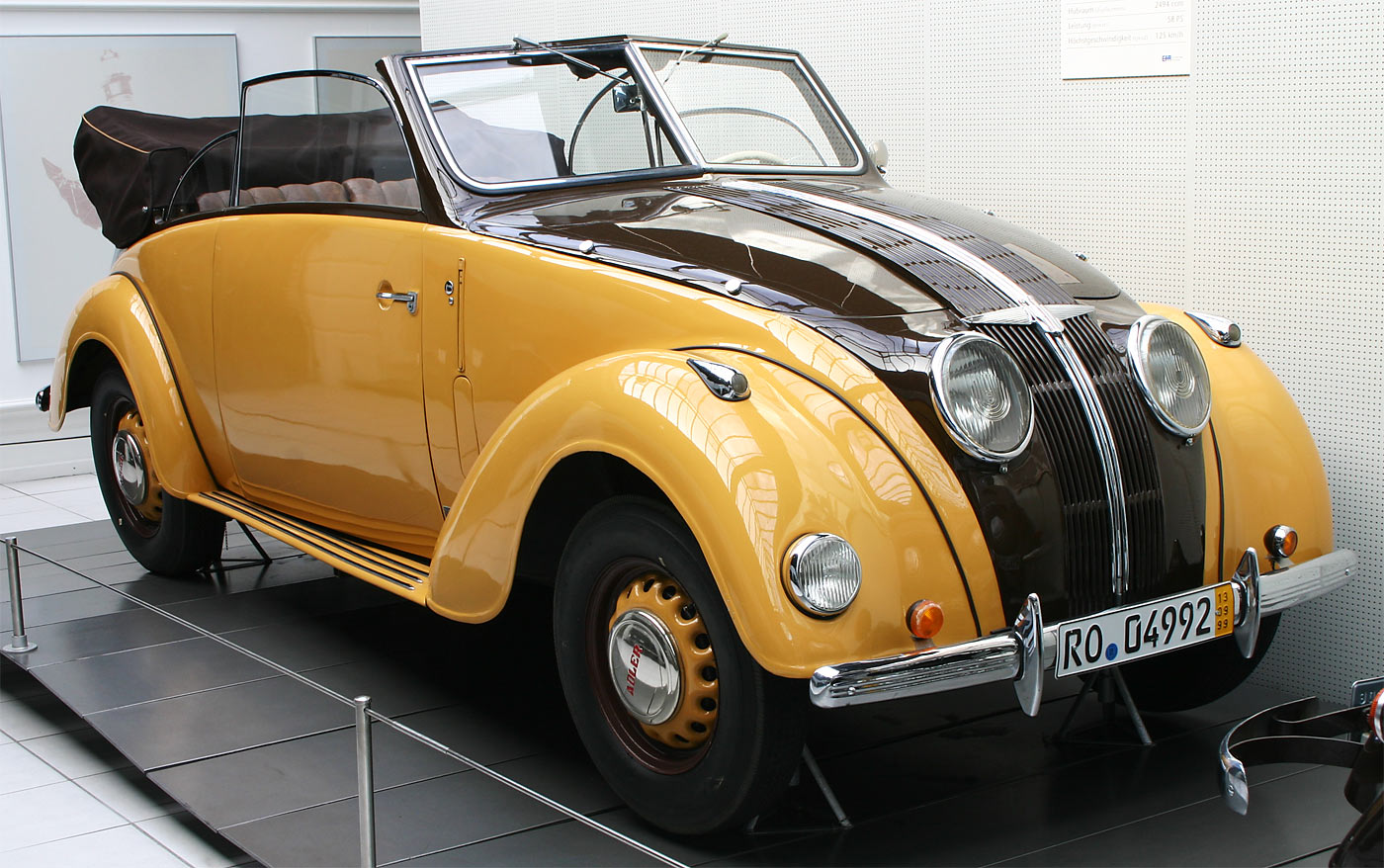
2-местный кабриолет Adler 2.5-litre

Несущими элементом конструкции автомобиля была сварная коробчатая рама с панелями пола. Боковые лонжероны были изогнуты, чтобы обеспечить простор салона. В результате автомобиль был на 100 мм шире, чем его конкуренты из Mercedes-Benz и BMW (немного шире, чем Volkswagen Golf Mk4 1997 года выпуска). 
Передняя подвеска рычажная с четверть-эллиптическими рессорами, задняя подвеска независимая с качающимися полуосями с поперечной листовой рессорой и системой рычагов. Дифференциал крепился болтами к раме. На всех четырёх колёсах использовались гидравлические амортизаторы и барабанные тормоза с гидравлическим приводом. Механизм рулевого управления системы Росса, производства ZF.

## Кузов

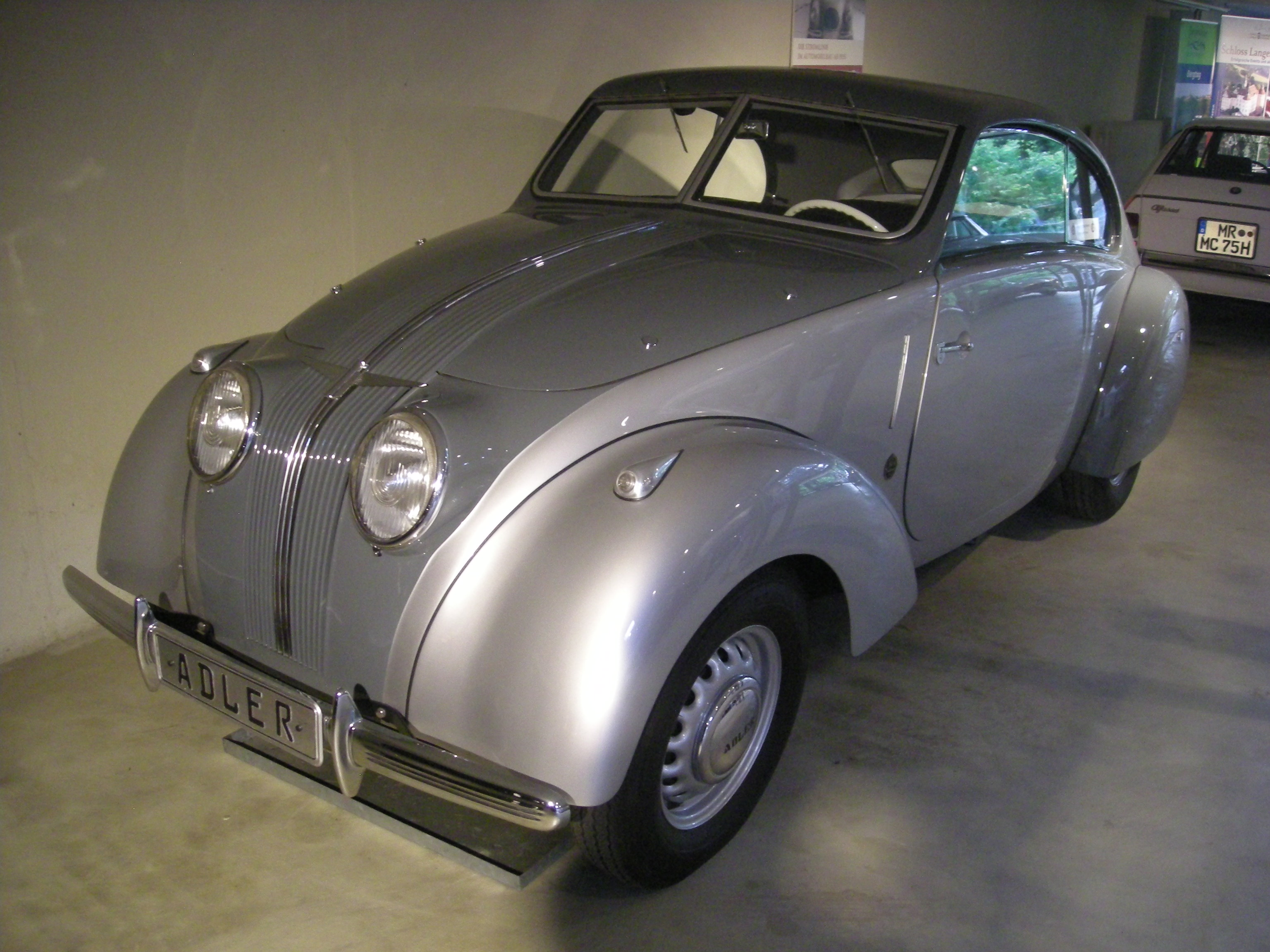
Задние колеса Sport-Limousine в значительной степени были прикрыты кузовом («гетры») — стилистический признак, который в 1939 году был принят на кузове седана и кабриолета.

На раму крепился четырёхдверный стальной кузов типа фастбэк, коэффициент аэродинамического которого составлял всего лишь 0,36. Стандартный кузов имел четыре двери, закрепленные на внутренних петлях на средней стойке, и огромный стальной люк на крыше, который простирался почти на всю ширину крыши от лобового стекла до середины задних дверей. В 1939 году размер съёмной панели крыши был уменьшен, чтобы сделать её более практичной. В передней части две фары были размещены близко друг к другу по обе стороны от решетки радиатора, но этого оказалось недостаточно, и в 1938 году на крыльях была установлена вторая пара «широколучевых» фар, хотя с 1938 года правила разрешали устанавливать только одну фару.
Улучшения 1939 года включали полноразмерную крышку багажного отделения вместо небольшого люка на первых автомобилях, предназначенного только для доступа к запасному колесу. Доступ к заднему багажному отделению первоначально достигался путем откидывания заднего сиденья изнутри. Такой метод был вполне нормальным для европейских автомобилей вплоть до начала 1950-х годов. В 1939 году задние колёса также получили «гетры», а обновленная приборная панель стала иметь более читаемые приборы.

## Расширение ассортимента

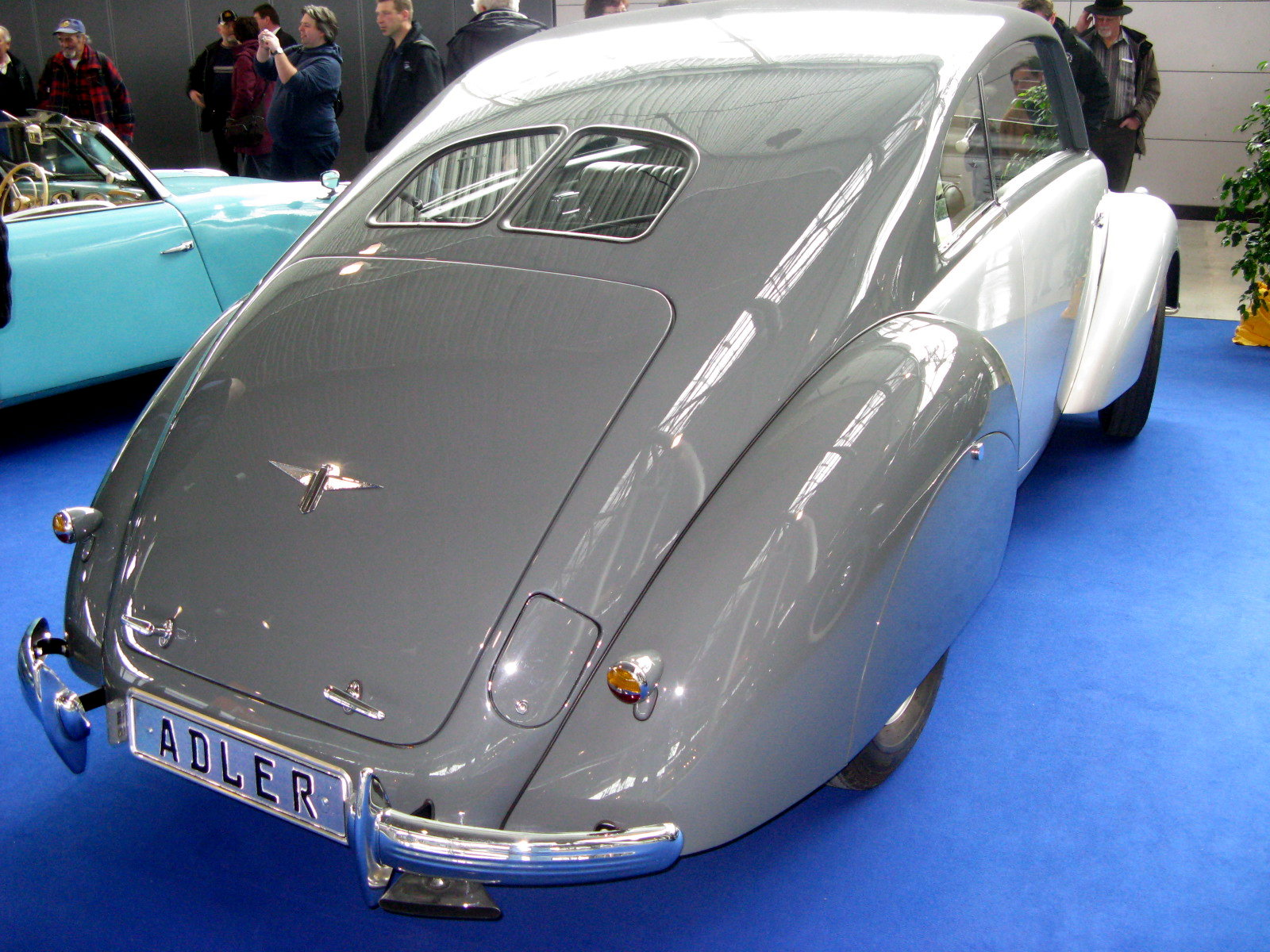
Adler 2.5-litre Sport, вид сзади

В 1938 году ассортимент был расширен модификацией Sport с двухдверным кузовом, который был похож на седан, хотя кузов Sport был ниже и немного длиннее, в результате чего был относительно тесным и неудобным. Верхняя часть задних колес была закрыта кузовом (устанавливались крышки, которые быстро снимались при замене колес). Этот кузов был разработан дрезденским кузовным  ателье под названием Gläser-Karosserie.
Модель Sport комплектовалась тем же 6-цилиндровым двигателем, что и седан, но вместо стандартного одного карбюратора на эту модель устанавливалось три карбюратора. Степень сжатия была увеличена, а передаточное число трёх нижних передач были немного уменьшены. Максимальная мощность была увеличена до 80 л. с. (59 кВт), вместо 58 л. с. (43 кВт) у стандартного двигателя.

## Продажи
Первые «Adler Autobahn» стали доступны покупателям в ноябре 1937 года по цене 5750 марок за стандартный седан. Кабриолеты были всего на несколько сотен марок дороже. Рекомендованная розничная цена мощной версии Sport была выше — 8750 марок . Лидер рынка в этой категории, которым тогда был четырёхдверный Mercedes-Benz 230 1937 года продавался по рекомендованной производителем розничной цене в 5 875 марок, кабриолет можно было купить за более чем 9 300 марок.
С 1937 по 1940 год было выпущено 5295 автомобилей. Для сравнения: BMW за тот же период выпустила 15 936 более консервативных и меньших по размеру BMW 326. Общий размер немецкого автомобильного рынка в конце 1930-х годов составлял около 200 000 единиц в год, но большинство из продаваемых автомобилей были небольшими семейными автомобилями, производившимися тогда компаниями Opel и DKW. Однако объёмы производства, достигнутые Adler 2.5-litre, оказались ниже, чем ожидал производитель на автосалоне 1937 года.